# Hammer Landstraße

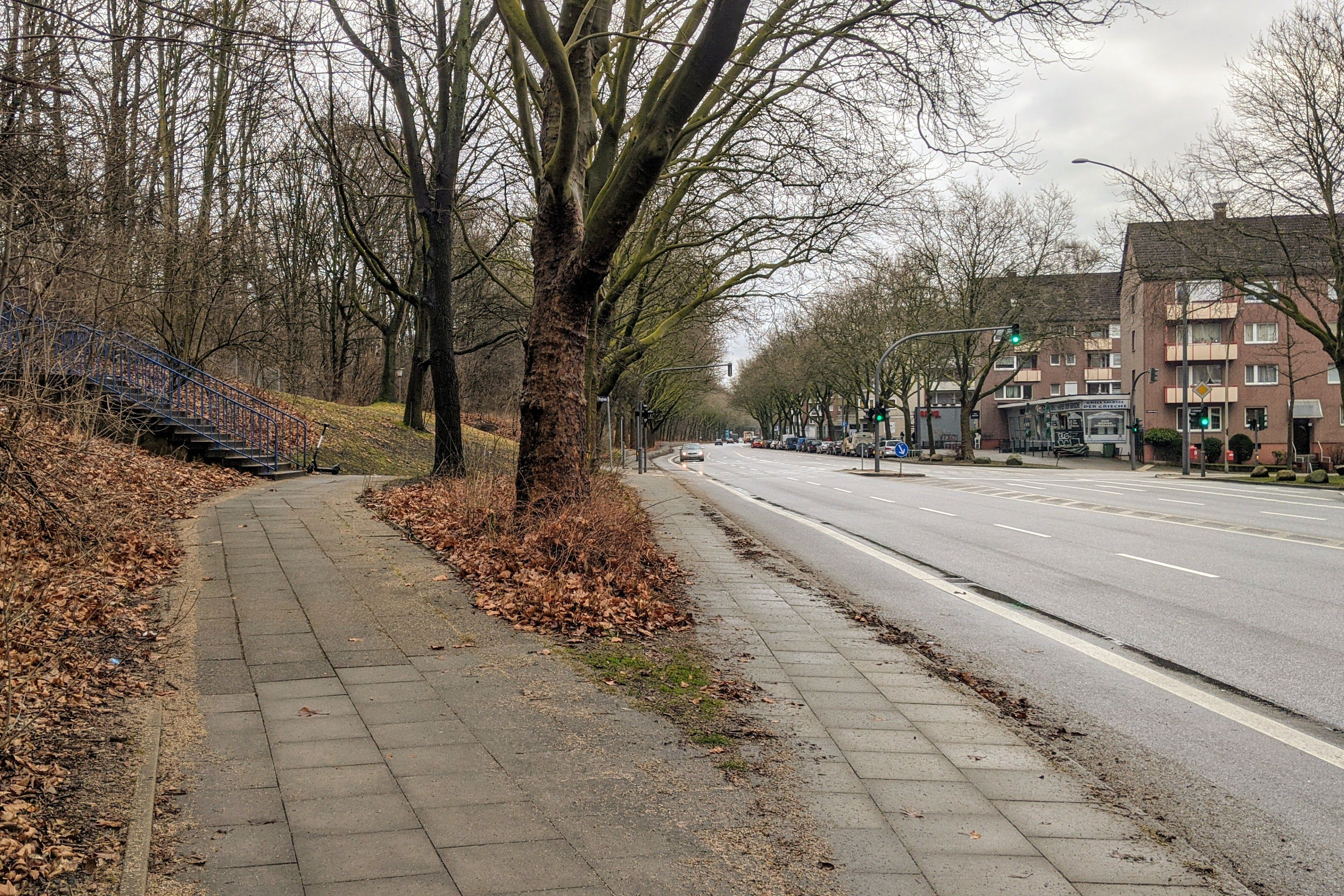
Hammer Landstraße Richtung stadtauswärts, links der unbebaute Geesthang (Nordseite), rechts Wohnhäuser

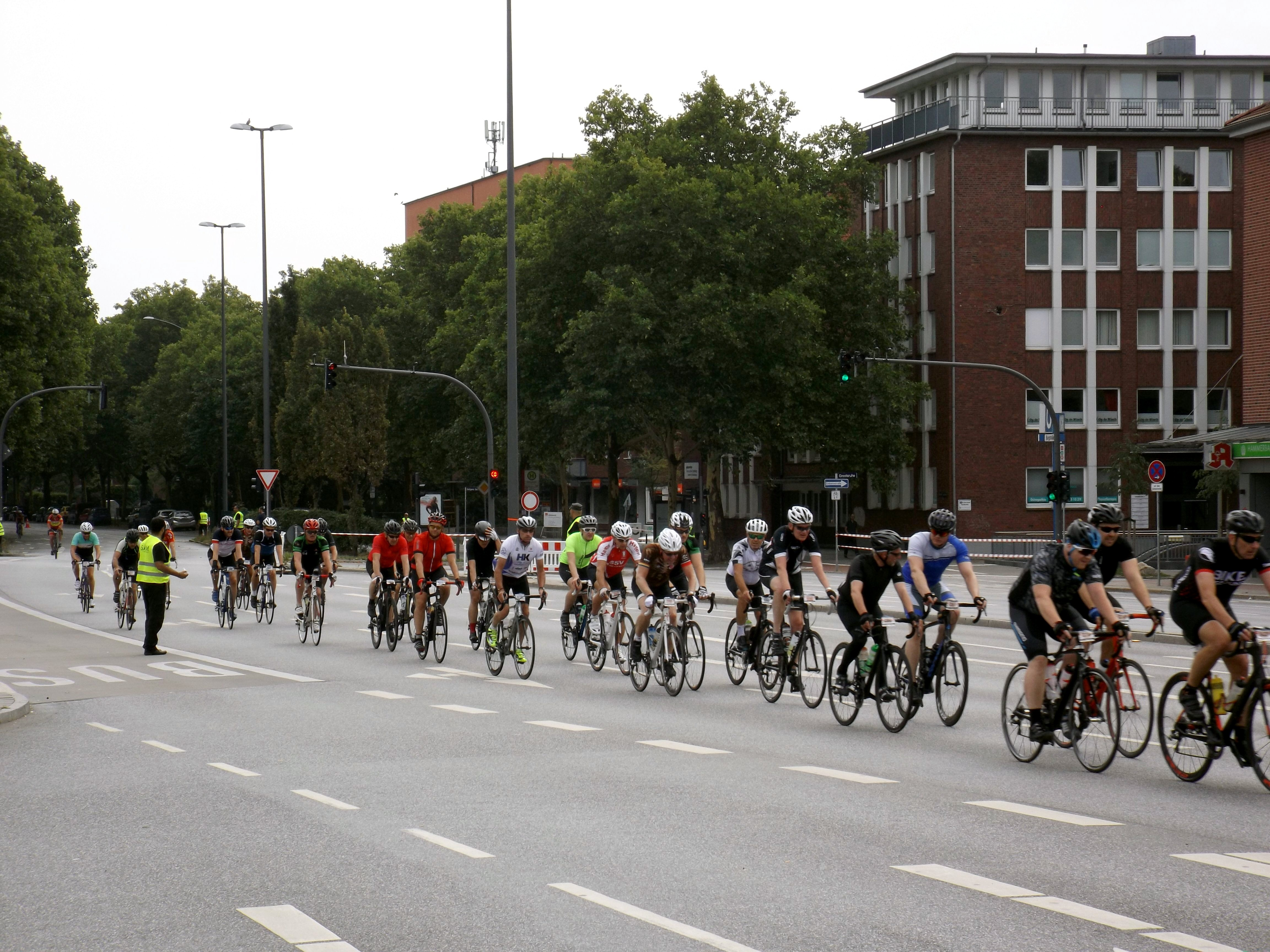
Cyclassics 2018 auf der Hammer Landstraße – im Hintergrund rechts die frühere Zentrale des Otto-Versands

Die Hammer Landstraße ist eine rund 1,8 Kilometer lange Innerortsstraße im Hamburger Stadtteil Hamm. Ihre amtliche Schlüsselnummer ist H082. Als wichtige Verbindung zwischen der Hamburger Innenstadt und dem östlichen Stadtgebiet (Billstedt, Bergedorf) gehört sie zum Hauptverkehrsstraßennetz von Hamburg und wird täglich von rund 25.000 Fahrzeugen befahren.  Vor dem Ausbau der weiter südlich verlaufenden Straßenverbindung Eiffestraße/Bergedorfer Straße bildete die Hammer Landstraße ein Teilstück der Bundesstraße 5.

## Lage und Bebauung
Die Straße beginnt beim U-Bahnhof Burgstraße als Fortsetzung der Borgfelder Straße und verläuft in östlicher Richtung unterhalb des eiszeitlichen Geesthanges, der den Stadtteil traditionell in „Oben-Hamm“ und „Unten-Hamm“ teilt. Im Hang verläuft seit den 1960er Jahren – teilweise im offenen Einschnitt – die U-Bahn-Strecke nach Billstedt (heute Linien U2 und U4) mit den Haltestellen Burgstraße, Hammer Kirche und Rauhes Haus. Außerdem verkehren auf der Hammer Landstraße die HVV-Buslinien X80, 116 und 130 (letztere nur stadteinwärts) sowie die Nachtbuslinie 609. Ab der Güterumgehungsbahn trägt die Straße den Namen Horner Landstraße.
Anders als vor dem Zweiten Weltkrieg ist die Straße seit dem Wiederaufbau nur noch auf der Südseite bebaut, während die Nordseite im Hinblick auf den späteren U-Bahn-Bau weitgehend freigehalten und als Grünzug gestaltet wurde. Einige hier liegende Stolpersteine erinnern aber daran, dass die Straße vor dem Krieg auch auf der Nordseite bebaut war. Die südseitige Bebauung besteht heute überwiegend aus Etagenwohnhäusern mit kleineren Läden, Schulen (Louise-Weiss-Gymnasium, Berufliche Schule Fahrzeugtechnik), Hotels und Supermärkten.

## Geschichte

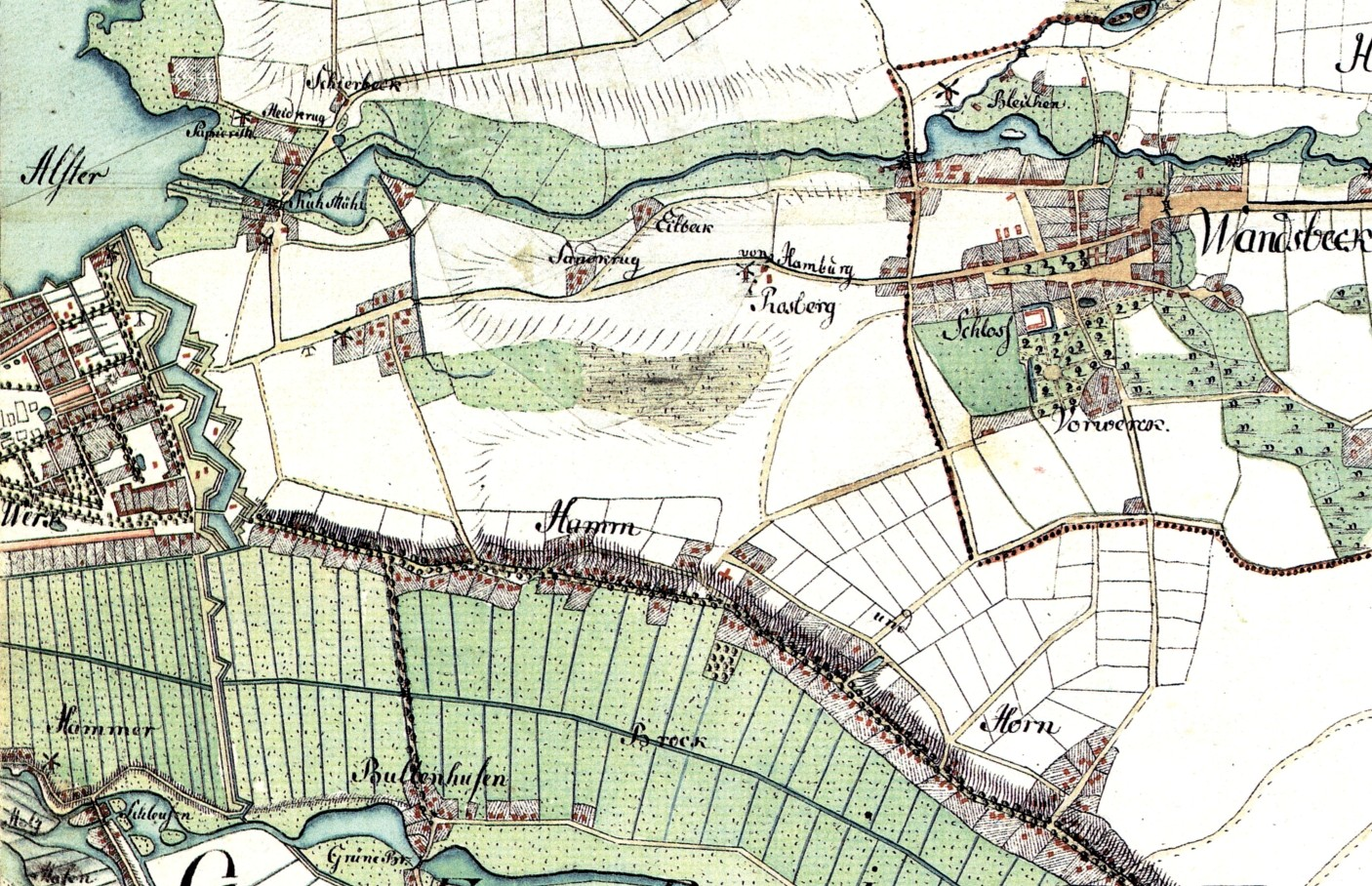
Auf der Varendorff-Karte (um 1790) erkennt man die Hammer Landstraße als langgestreckte Reihe von Gartenhäusern von der Festungsmauer (Berliner Tor) bis zum „Letzten Heller“ in Horn.

Obwohl laut Beckershaus angeblich erst seit 1931 offiziell so benannt, ist der Name Hammer Landstraße (früher auch Hammerlandstraße) schon lange zuvor gebräuchlich und bezeichnete ursprünglich die gesamte Strecke von den jeweiligen Hamburger Stadttoren (Steintor, Berliner Tor) in Richtung Hamm. Die Landstraße war Teil eines seit dem Mittelalter bestehenden Heer- und Handelsweges nach Bergedorf und Lauenburg (Elbquerung bei Artlenburg) und weiter in Richtung Osten.
Etwa beim heutigen U-Bahnhof Burgstraße passierte die Straße die Landwehr und war hier durch einen Schlagbaum (den „Hammer Baum“) gesichert, der als Zollstation und Einlasskontrolle diente. Hier befand sich auch der Amtssitz des Landvogts, des obersten Beamten der Landherrenschaft Hamm und Horn, der im Auftrag des Hamburger Rates auch die niedere Gerichtsbarkeit über die Einwohner des Landgebietes ausübte, weshalb zum Amtssitz ebenfalls ein Gefängnis gehörte.
Ab dem 17. Jahrhundert erlangte die Straße zunehmende Beliebtheit bei wohlhabenden Hamburger Kaufleuten, die hier ihre Sommer- und Landhäuser errichteten und prächtige Gärten anlegten. So heißt es in einer Reisebeschreibung von 1663:

„Besonders auf dem Weg nach Berghendorff sieht man viele reizende kleine Paläste, Landhäuser und Pavillons mit Blumen- und Fruchtgärten, Alleen und so reizenden Aussichten, dass man ein Schauspiel oder ein Gemälde zu sehen glaubt. In diese reizenden Gegenden pflegen die Einwohner von Hamburg aller Stände (…) in der guten Jahreszeit, besonders an Festtagen, häufig zur Erlustigung in Kutschen hinauszufahren.“

Und auch Jonas Ludwig von Heß betont in seiner Topographie von 1811:

„Was Hamm und Horn auszeichnet ist nicht das Dorfmäßige, sondern das Vorstadtmäßige derselben, da sie vorzüglich an der Heerstraße mit zwei ungemein langen Reihen großer Gartenhäuser in allerlei Geschmack und Buntscheckigkeit besetzt sind.“

Die Namen zahlreicher Nebenstraßen erinnern noch heute an die einstigen Besitzer.

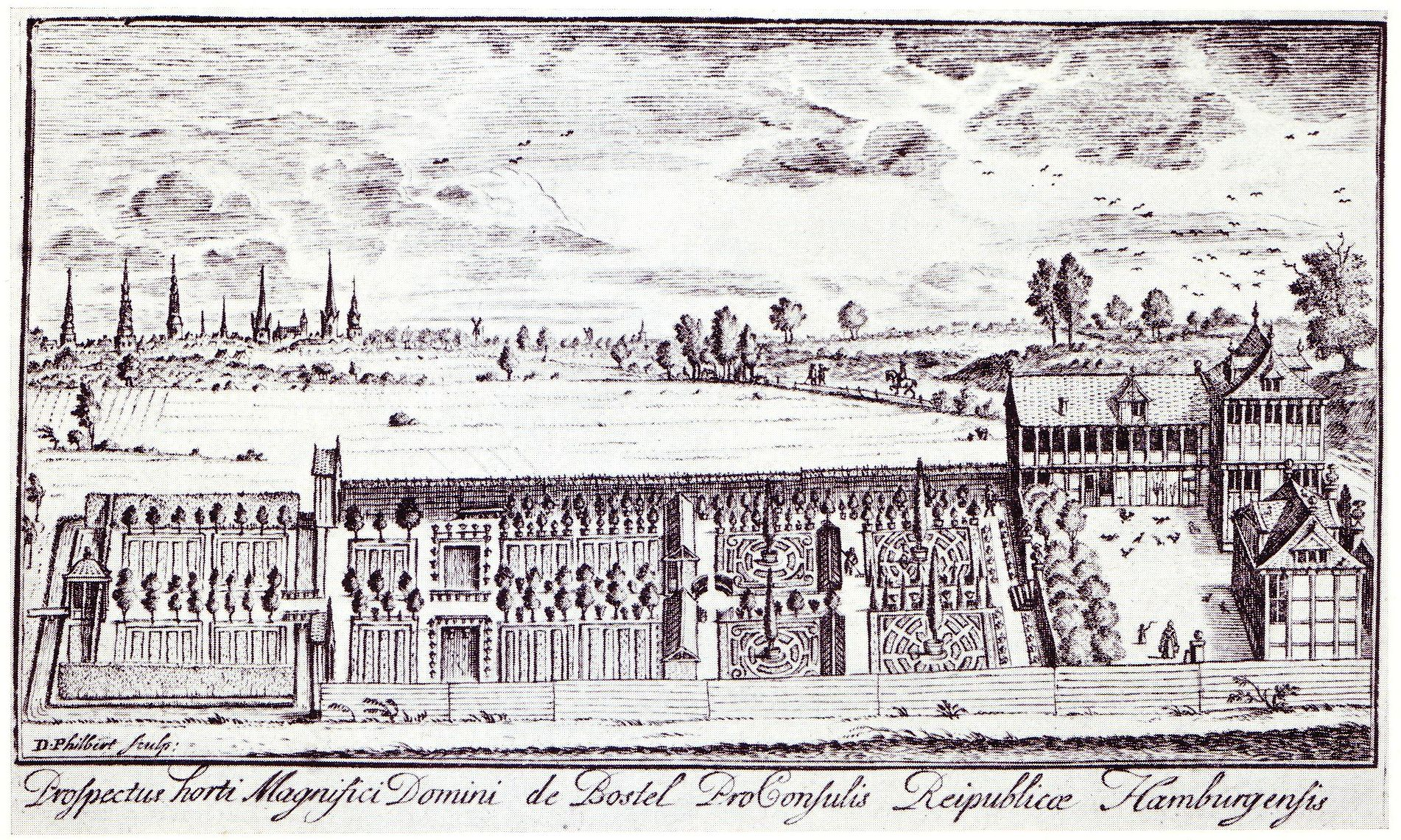
Garten des Bürgermeisters Lukas von Bostel beim Gesundbrunnen, Kupferstich von 1716
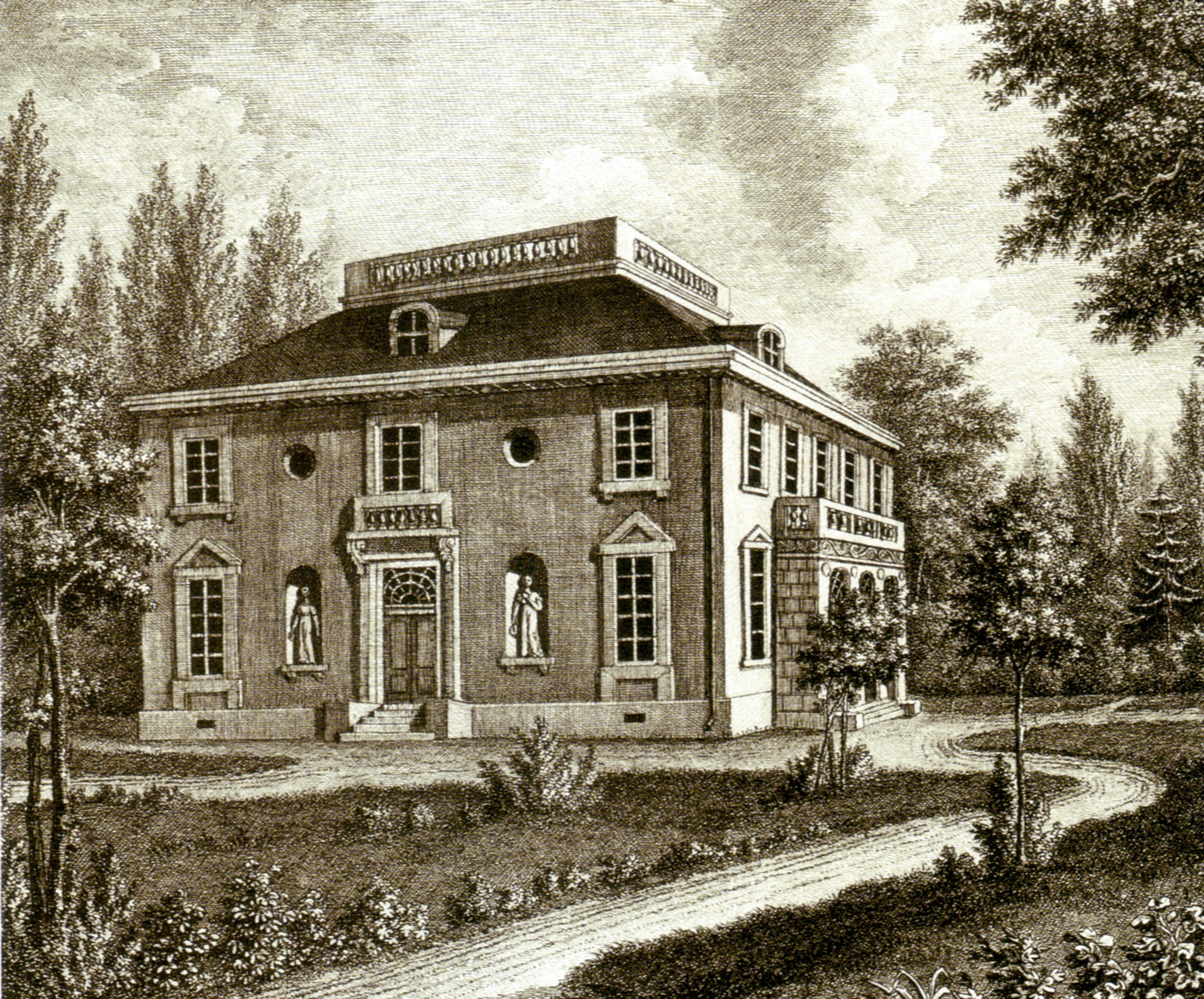
Landhaus Bödecker beim Gesundbrunnen, erbaut von Johann August Arens, Kupferstich von 1809
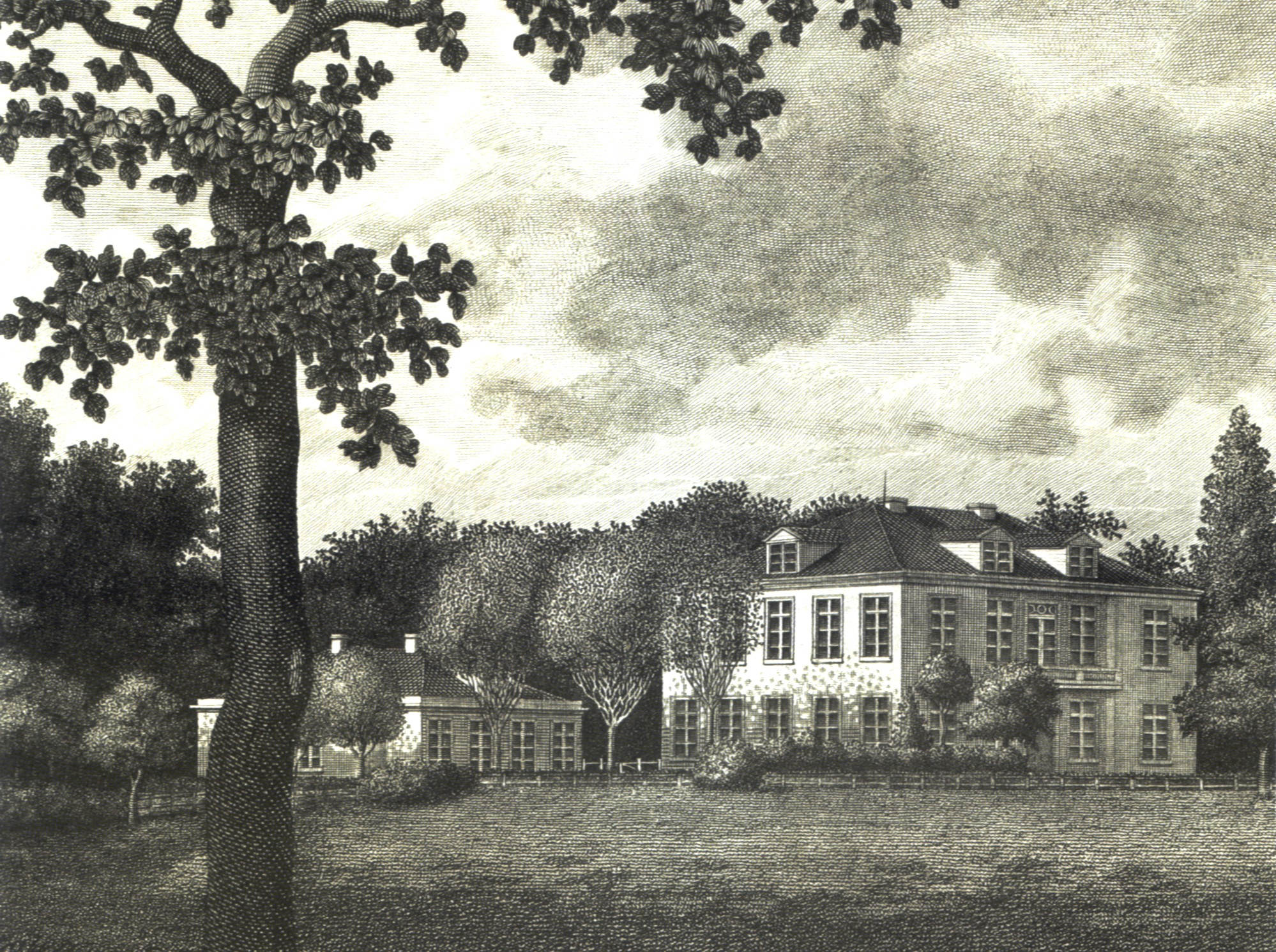
Landhaus des Senators Johann Arnold Günther vor dem „Hammer Baum“, um 1800
Villa des „Guano-Königs“ Heinrich Ohlendorff, oberhalb des heutigen U-Bahnhofs Burgstraße, erbaut von Martin Haller, zerstört 1943
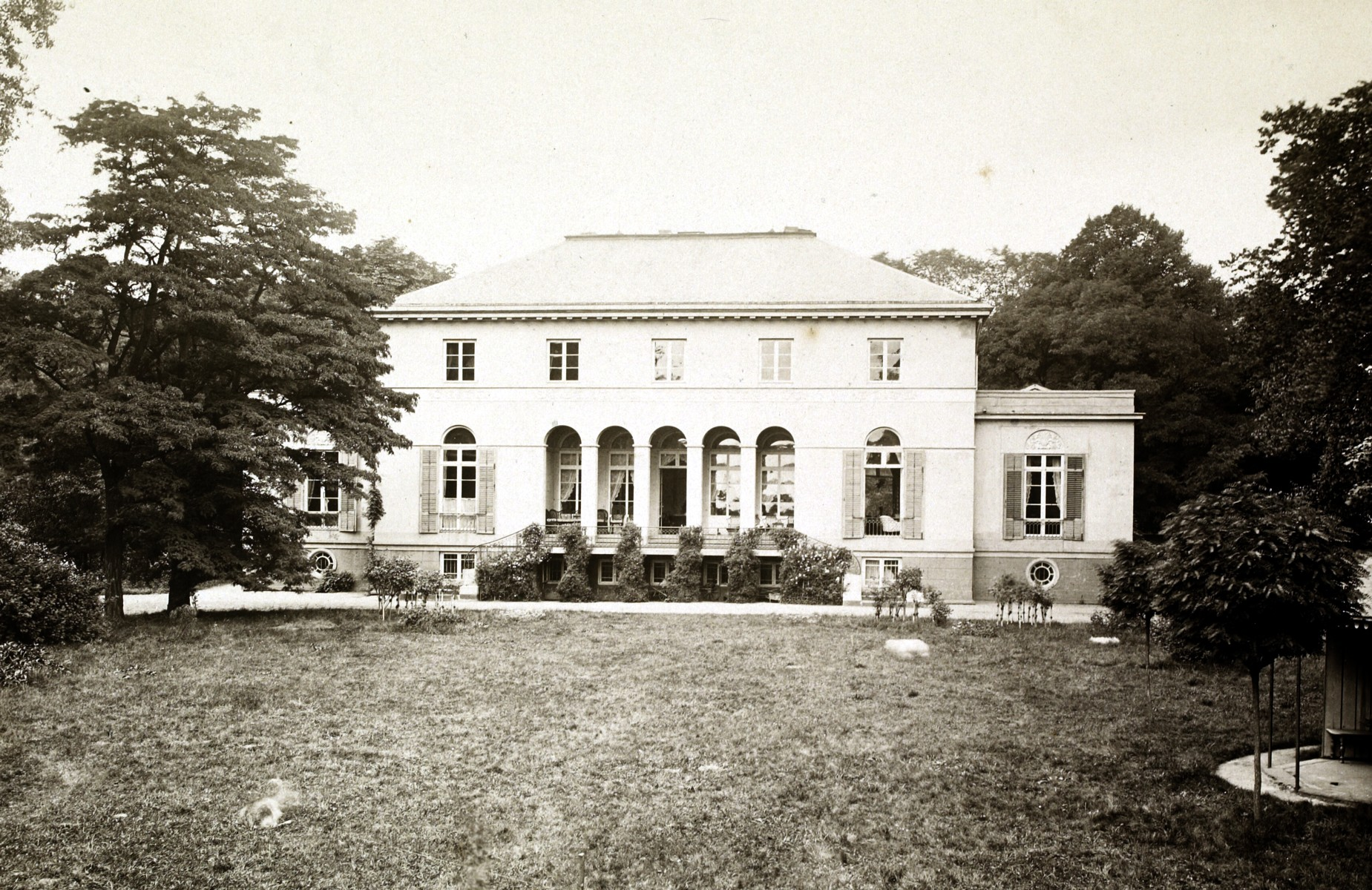
Villa Rücker, gegenüber dem heutigen U-Bahnhof Rauhes Haus, erbaut von Axel Bundsen, abgebrochen 1909

Mit dem Ausbau des Hamburger Hafens und der Industrialisierung wandelten sich Bebauung und Bevölkerung. Ab etwa 1900 wurde das tiefer gelegene Marschland südlich der Straße von Westen her systematisch aufgeschüttet und in der Folge mit Mietskasernen (Schlitzbauten und Terrassen) bebaut. Als 1909 die Villa Rücker als eines der letzten Landhäuser der Gegend abgebrochen wurde, kaufte das Museum für Hamburgische Geschichte große Teile der Innenausstattung, um sie als Zeugnis bürgerlicher Wohnkultur in seine Dauerausstellung aufzunehmen.
Spätestens mit dem Bau der Straßenbahn nach Billstedt entwickelte sich die Hammer Landstraße zur Hauptverkehrs- und -einkaufsstraße des Stadtteils, der bis zum Beginn des Zweiten Weltkriegs auf über 90.000 Einwohner anwuchs. Im Zweiten Weltkrieg wurde Hamm jedoch im Zuge der Operation Gomorrha weitgehend zerstört, so dass nur wenig von der Vorkriegsbebauung erhalten geblieben ist.

Straßenbahn in der Hammer Landstraße, um 1910
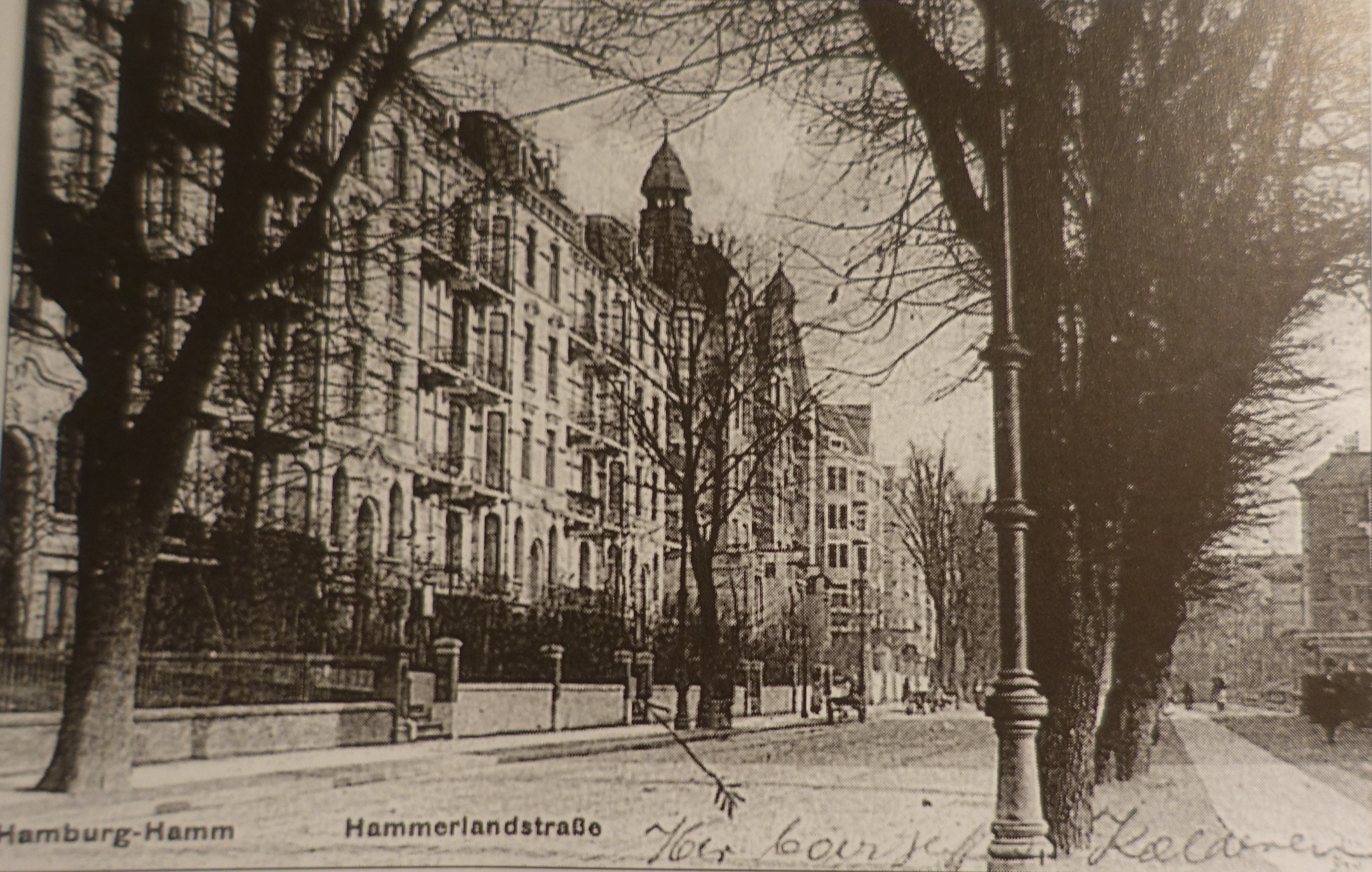
Nordseitige Mietshausbebauung (Hausnr. 57–63), 1912
Südseitige Mietshausbebauung Ecke Louisenweg, um 1910
Mietshausbebauung Ecke Wichernsweg, um 1910
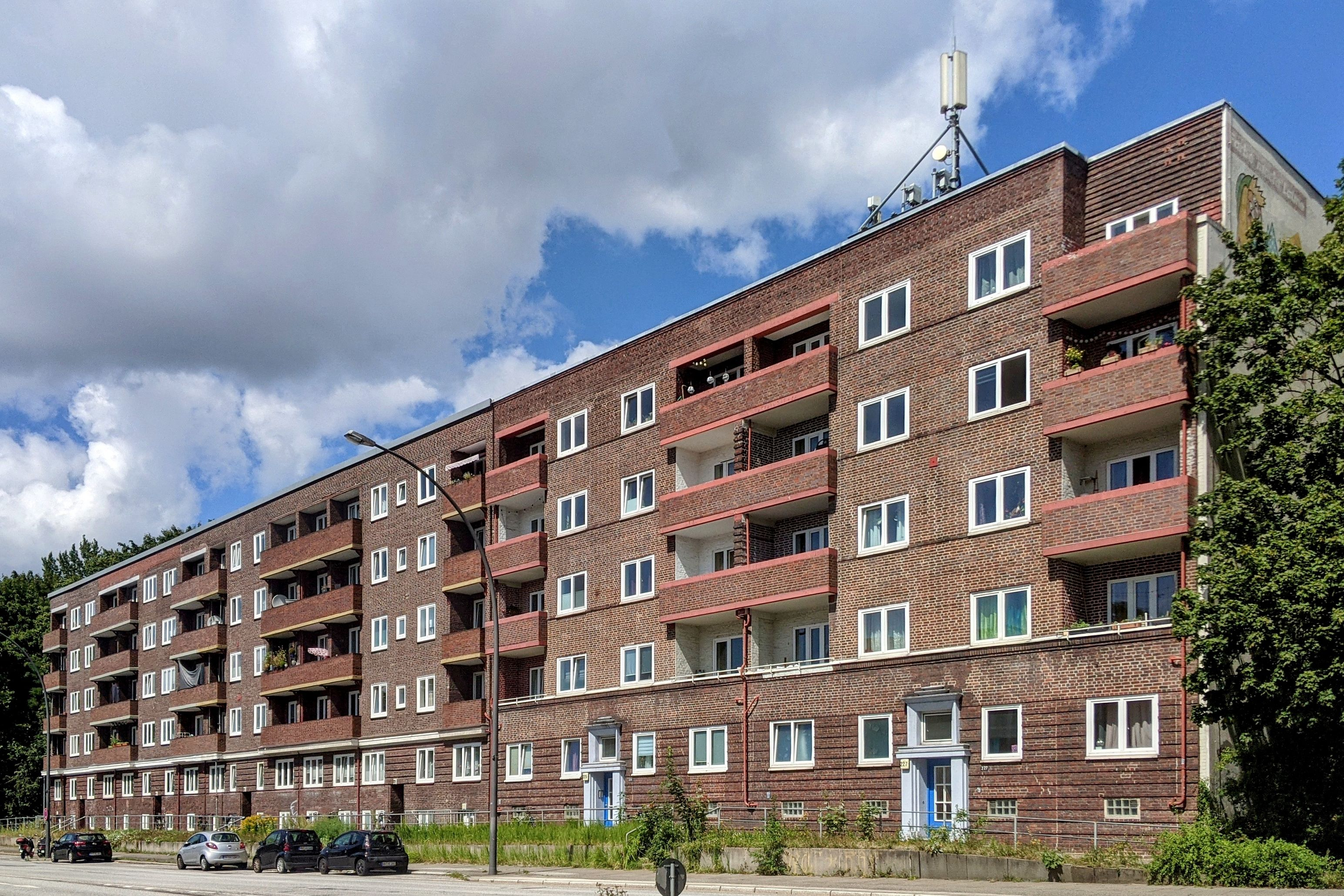
Einzig erhaltene Vorkriegsbebauung auf der Nordseite (Hausnr. 217–227)